# 1978 у футболі
Нижче наведені футбольні події 1978 року у всьому світі.

## Події
- Відбувся одинадцятий чемпіонат світу, перемогу на якому здобула збірна Аргентини.
- Відбувся одинадцятий кубок африканських націй, перемогу на якому здобула збірна Гани.

## Національні чемпіони
- Англія: Нотінгем Форест
- Аргентина: Індепендьєнте (Авельянеда)
- Бразилія: Гуарані (Кампінас)
- Італія: Ювентус
- Іспанія: Реал Мадрид
- Нідерланди: ПСВ
- СРСР: Динамо (Тбілісі)